# Manuel Turrión de Eusebio
Manuel Turrión de Eusebio (Madrid, 1920-8 de mayo de 2004) fue un político socialista español.
Militante del Partido Socialista Obrero Español, combatió contra los sublevados en la Guerra Civil en el frente de Madrid. Al finalizar la guerra, en la dictadura franquista fue detenido y preso por sus ideas políticas en varias ocasiones. Mantuvo la estructura y organización del Partido Socialista en el interior de España durante 30 años y participó de forma singular en la reunificación de los sectores renovado e histórico al principio de la transición política.
Fue elegido diputado al Congreso en las elecciones de 1977 por la circunscripción electoral de Madrid. Coordinador del Grupo Parlamentario Socialista, destacó por su tenaz actividad en favor de los represaliados políticos, a la que se debe, en buena medida, el reconocimiento de los derechos de los policías y carabineros republicanos, equiparables al resto.
Mantuvo la actividad política hasta su muerte, siendo un activo miembro del PSOE, donde defendió la democracia interna y el debate como forma de articular el socialismo democrático.
Era tío abuelo materno de Pablo Iglesias Turrión, exlíder del partido político Podemos y nieto de su hermano Luis.